# Свиридов, Виталий Артемьевич
Вита́лий Арте́мьевич Свири́дов (22 февраля 1941, гор. Сталинск Новосибирской области, ныне Новокузнецк Кемеровской области — 24 ноября 2007, там же) — советский металлург, сталевар. Герой Социалистического Труда.

## Биография
Виталий Артемьевич Свиридов родился 22 февраля 1941 года в городе Сталинск Новосибирской области (ныне — Новокузнецк Кемеровской области).
Металлург: сталевар Кузнецкого металлургического комбината имени В. И. Ленина Министерства чёрной металлургии СССР, Кемеровская область.
- Окончил 8 классов, затем — школу мастеров.
- 1959 — после окончания ремесленного училища № 1, начал работать в мартеновском цеху № 2 КМК.
- 1961—1964 — подручный сталевара.
- 1968 год — сталевар.

За время работы Виталий Артемьевич воспитал:
- 8 сталеваров и
- 12 подручных сталевара.

В одиннадцатой пятилетке (1981—1985) Виталий Артемьевич подал 5 рационализаторских предложений, которые принесли экономический эффект в 6,2 тысячи рублей.

## Личная жизнь
С 1993 года на пенсии. Проживал в Новокузнецке.

## Награды
- Герой Социалистического Труда:
  - Указом Президиума Верховного Совета СССР от 29 июня 1988 года за большой личный вклад в повышение эффективности производства и проявленную трудовую доблесть Свиридову Виталию Артемьевичу присвоено звание Героя Социалистического Труда с вручением ордена Ленина (№ 459883) и золотой медали «Серп и Молот» (№ 20896).
- 28.01.1987 — Заслуженный металлург РСФСР.
- Почётный металлург.
- Лауреат премии Кузбасса.
- Награждён орденами:
  - 29.06.1988 — Ленина,
  - 29.03.1982 — Трудового Красного Знамени: за успехи в выполнении планов и социалистических обязательств десятой пятилетки (1976—1980) и 1981 года,
  - 30.03.1971 — «Знак Почёта»: за высокие трудовые достижения по итогам восьмой пятилетки (1966—1970),
- 8.01.2003 — медаль Кемеровской области «За особый вклад в развитие Кузбасса» II степени.

- Почётные звания:
  - «Мастер — золотые руки»
  - «Лучший наставник молодежи».

Виталий Артемьевич неоднократно заносился:
- в Книгу почёта комбината
- на Доску почёта комбината